# Mariano Abasolo

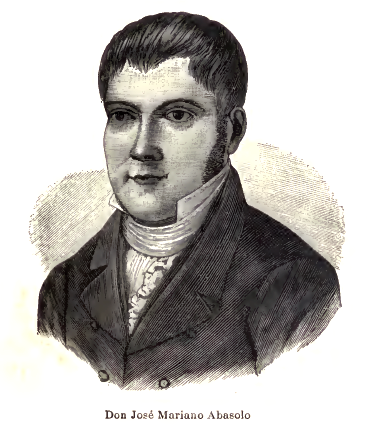
Mariano Abasolo

José Mariano de Abasolo Outón (* 1783 in Dolores, Mexiko; † 14. April 1816 in Cádiz, Spanien) war ein mexikanischer Revolutionär, der im Mexikanischen Unabhängigkeitskrieg die Seite der Mexikaner unterstützte.

## Leben
Mariano Abasolo kam 1783 in Dolores in der Provinz Guanajuato zur Welt. Er entstammte einer Familie wohlhabender Landbesitzer; sein Vater hieß José Abasolo, seine Mutter Mariela (nach anderen Quellen: Micaela) Outón. Das Vermögen seiner Familie gestattete Mariano die Aussicht auf ein materiell sorgenfreies Leben.
Er trat in ein Dragonerregiment der spanischen Armee in Mexiko ein und erreichte 1806 den Rang eines Hauptmannes. Seine Stationierung wechselte zwischen San Miguel el Grande und Mexiko-Stadt. Durch die Heirat mit María Manuela de Rojas Taboada de Chamacuero, die einer reichen Grundbesitzerfamilie entsprang, vermehrte er sein Vermögen noch einmal deutlich.
In der Garnison von San Miguel lernte Mariano Abasolo den Befehlshaber eines Kavallerieregiments namens Ignacio Allende kennen und wurde von ihm in den Verschwörerkreis von Valladolid rund um Miguel Hidalgo, Josefa Ortiz de Domínguez und Juan Aldama eingeführt, der Mexiko in die Unabhängigkeit führen wollte.
Ursprünglich war geplant, ab dem 1. Oktober 1810 den militärischen Aufstand gegen die Spanier zu beginnen. Der Plan wurde aber an die Spanier verraten, so dass Miguel Hidalgo bereits am 16. September 1810 mit dem Schrei von Dolores (spanisch: Grito de Dolores) das Signal zur Revolte gab. Abasolo wurde im Heer der Aufständischen zum Hauptmann ernannt und erhielt den ersten Auftrag, die Waffen und Munition aus Dolores für die Rebellen zu sichern.
Abasolo nahm am Feldzug der Aufständischen teil, ohne stets an vorderster Front zu kämpfen. Mit seinen beträchtlichen finanziellen Mitteln konnte er die Mexikaner materiell unterstützen. Als in Celaya Allende zum Generalleutnant des Rebellenheeres ausgerufen wurde, erhielt Abasolo den Rang eines Obersten. Beim Sturm auf die Alhóndiga de Granaditas in Guanajuato war er nicht persönlich anwesend.
Im Oktober erhielt er den Rang eines Feldmarschalls und befehligte bei der siegreichen Schlacht von Monte de las Cruces einen Flügel der Mexikaner. Der spanische General Félix María Calleja del Rey setzte einen Preis auf Abasolos Kopf aus.
Als die Aufständischen nach dem Sieg von Monte de las Cruces zögerten, die Hauptstadt Mexiko-Stadt anzugreifen und das Schlachtenglück sich wendete, zog Abasolo mit den Führern der Bewegung Richtung Guanajuato zurück.
Nach der verheerenden Niederlage der Aufständischen bei der Schlacht von Puente de Calderón im Januar 1811 versuchten die Offiziere, nach Norden zu entkommen, um Unterstützung durch die Vereinigten Staaten zu erlangen. Allende wollte Abasolo zum Oberbefehlshaber der verbleibenden Streitmacht ernennen, doch Abasolo lehnte ab.
Dies geschah offenbar auch mit Rücksicht auf seine Frau, die nach Saltillo nachgekommen war und von dort aus ein Gnadengesuch an General Calleja schrieb.
Die Führer der Unabhängigkeitsbewegung wurden im März 1811 an die Spanier verraten, die sie in Acatita de Baján gefangen nahmen. Abasolo wurde gemeinsam mit Juan Aldama, José Mariano Jiménez und Manuel Santa María nach Chihuahua gebracht, wo ihnen der Prozess gemacht wurde.
In der Verhandlung schob Abasolo die Verantwortung für den Aufstand auf Allende und Hidalgo; aufgrund dieser Aussage und der fortgesetzten Gnadengesuche seiner Frau wurde Mariano Abasolo nicht zum Tode verurteilt, sondern nur zu lebenslangem Gefängnis. Die Haftstrafe sollte er in Spanien verbüßen. Die spanische Krone konfiszierte seine Güter und sandte ihn mit seiner Frau 1812 nach Spanien.
Dort starb er am 14. April 1816 im Gefängnis der Festung Santa Catalina in Cádiz an Tuberkulose.